# Bezzegh László
Bezzegh László (Lugos, 1917. augusztus 19. – Zalacsány, 1990. május 27.) Kossuth-díjas tervezőmérnök, a Magyar Optikai Művek munkatársa; később erdőmérnök, a Soproni Erdészeti és Faipari Egyetem tanszékvezető egyetemi tanára.
1960-ban – munkatársával, Schinagl Ferenccel megosztva – megkapta a Kossuth-díj II. fokozatát, az indoklás szerint „a geodéziai műszerek fejlesztése terén elért kimagasló egyéni eredményeiért, valamint a „C” típusú teodolit közös konstruálásáért”. 1978-ban a Munka Érdemrend arany fokozatával díjazták.